# Михайловский сельсовет (Бакалинский район)
Михайловский сельсовет — сельское поселение в Бакалинском районе Республики Башкортостан Российской Федерации.
Административный центр — село Михайловка.

## История
Статус и границы сельского поселения установлены Законом Республики Башкортостан от 17 декабря 2004 года № 126-з «О границах, статусе и административных центрах муниципальных образований в Республике Башкортостан»

## Население
| 2002 | 2009 | 2010 | 2012 | 2013 | 2014 | 2015 |
| ---- | ---- | ---- | ---- | ---- | ---- | ---- |
| 1027 | ↘991 | ↘865 | ↘826 | ↘812 | ↘783 | ↘765 |
| 2016 | 2017 |      |      |      |      |      |
| ↘732 | ↘723 |      |      |      |      |      |

## Состав сельского поселения
| № | Населённый пункт    | Тип населённого пункта       | Население |
| - | ------------------- | ---------------------------- | --------- |
| 1 | Михайловка          | село, административный центр | ↘117      |
| 2 | Утарово             | село                         | ↘207      |
| 3 | Бугабашево          | село                         | ↘185      |
| 4 | Новый Шуган         | деревня                      | ↘124      |
| 5 | Орловка             | деревня                      | ↘82       |
| 6 | Будённовец          | деревня                      | ↗71       |
| 7 | Чумаля              | деревня                      | ↗65       |
| 8 | Нижнее Новокостеево | деревня                      | ↘14       |

- поселок Логовка , исключенный из учетных данных Указом Президиума ВС Башкирской АССР от 12.12.1986 N 6-2/396 «Об исключении из учетных данных некоторых населенных пунктов»)[10].
- поселок  Пушкино (Бакалинский район), исключенный из учетных данных Законом Республики Башкортостан «О внесении изменений в административно-территориальное устройство Республики Башкортостан в связи с образованием, объединением, упразднением и изменением статуса населенных пунктов, переносом административных центров» от 20 июля 2005 года N 211-з